# Diecezja Maldonado-Punta del Este-Minas
Diecezja Maldonado-Punta del Este-Minas – diecezja rzymskokatolicka w Urugwaju. Siedziba mieści się w Maldonado w departamencie Maldonado. Obejmuje swoim  obszarem departamenty: Maldonado i Rocha.

## Historia
Diecezja Maldonado-Punta del Este została erygowana 10 stycznia 1966 roku jako sufragania archidiecezji Montevideo. Diecezja powstała poprzez wyłączenie z terytorium diecezji Minas.
2 marca 2020 decyzją papieża Franciszka została połączona z diecezją Minas i uzyskała obecną nazwę.

## Biskupi Maldonado-Punta del Este
- Antonio Corso (26 lutego 1966 – 25 marca 1985)
- Rodolfo Wirz (9 listopada 1985 – 15 czerwca 2018)
- Milton Tróccoli (15 czerwca 2018 – 2 marca 2020)
- Milton Tróccoli (od 2 marca 2020)